# Culex alis
Culex alis är en tvåvingeart som beskrevs av Theobald 1903. Culex alis ingår i släktet Culex och familjen stickmyggor. Inga underarter finns listade i Catalogue of Life.